# لئون زایدل
لئون زایدل (آلمانی: Leon Seidel؛ زادهٔ ۲۲ نوامبر ۱۹۹۶) بازیگر اهل آلمان است.
از فیلم‌ها یا برنامه‌های تلویزیونی که وی در آن نقش داشته‌است می‌توان به ما موج هستیم، استرومبرگ، زیر شن و دختر زمستان اشاره کرد.